# Kastania
Kastania (en griego: Καστανιά) es un antiguo municipio de la unidad regional Trikala, Tesalia, Grecia. Desde la reforma de 2011 del gobierno local es parte del municipio Kalampaka , de la que es una unidad municipal. La población es de 1619 habitantes, según el censo de (2001).
El pueblo más grande de la región, actualmente llamado Kastanea, está habitado por valacos.